# Gymnetis stellata
Cetonia stellata, Macronota radiata
Espèce
Gymnetis stellata est une espèce d'Insectes coléoptères, plus précisément un Scarabée cétoine présent en écozone néotropicale.

## Description
- Menton plus ou moins allongé, sinué en avant. Lobe externe des mâchoires trigone, oblique et pénicillé.
- Prothorax trapézoïde ; le lobe de sa base cachant en entier l'écusson.
- Élytres rétrécis en arrière ou subparallèles, plans, parfois épineux à l'angle sutural.
- Jambes antérieures en général tridenlées dans les deux sexes.
- Prosternum muni d'une saillie antécoxale grêle et velue.

## Répartition et habitat
Elle est présente en écozone néotropicale en Amérique centrale et au sud du Mexique dans les forêts (semi-)décidues entre le niveau de la mer et 1600 m d'altitude .

## Dénomination
Le nom valide complet (avec auteur) de ce taxon est Gymnetis stellata (Latreille, 1833).
L'espèce a été initialement classée dans le genre Cetonia sous le protonyme Cetonia stellata Latreille, 1833.
Gymnetis stellata a pour synonymes :
- Cetonia stellata Latreille, 1833
- Macronota radiata Wiedemann, 1824

## Philatélie
Cette cétoine figure sur un timbre guatémaltèque de 1988.